# Burning from the Inside
Burning from the Inside — четвертий студійний альбом англійської групи Bauhaus, який був випущений у липні 1983 року.

## Композиції
1. She's in Parties — 5:46
2. Antonin Artaud — 4:09
3. Wasp — 0:20
4. King Volcano — 3:29
5. Who Killed Mr. Moonlight? — 4:54
6. "Slice of Life — 3:43
7. Honeymoon Croon — 2:52
8. Kingdom's Coming — 2:25
9. Burning from the Inside — 9:21
10. Hope — 3:17

## Склад
- Пітер Мерфі: гітара, вокал
- Деніел Еш : гітара
- Девід Джей: бас
- Кевін Гаскінс: ударні